# الدوري البلغاري الممتاز 2016-17
الدوري البلغاري الممتاز 2016-17 (بالبلغارية: Първа професионална футболна лига 2016/17)‏ هو الموسم 93 من الدوري البلغاري الممتاز. أشرف على تنظيمه اتحاد بلغاريا لكرة القدم، وكان عدد الأندية المشاركة فيه 14، وفاز فيه نادي لودوغورتس رازغراد.